# West Branch, Michigan
West Branch är administrativ huvudort i Ogemaw County i den amerikanska delstaten Michigan. Enligt 2010 års folkräkning hade West Branch 2 139 invånare.